# Mads Holger
Mads Holger Norgaard Madsen (født 25. oktober 1977, død 4. juli 2016) var en dansk forfatter, politiker, radiovært og skribent på Berlingske og Euroman.

## Baggrund
Madsen blev født og voksede delvist op på Nørrebro i København og var søn af den skotske kunstmaler John Lindsay Little. Han havde dog stort set ingen kontakt med faderen indtil dennes død i 2001. Mads Holger blev i 2007 gift med tv-journalisten Paula Larrain, men året efter skiltes parret igen. I 2014 bekendtgjorde Mads Holger sit kandidatur til Folketinget for Det Konservative Folkeparti.

## Karriere og forfatterskab
Han har ved siden af sit forfatterskab arbejdet som journalist siden 1996. Hans journalistiske karriere begyndte som redaktør af den københavnske lokalavis Rendestenen, som blev udgivet af journalist Jacob Ludvigsen i Københavns såkaldte Pisserende-kvarter.
Mads Holger blev den 8. oktober 2007 anmeldt for trusler fremsat mod danser René Christensen. Christensen var Paula Larrains dansepartner under Vild med dans på TV 2. Ifølge BT havde Mads Holger truet René Christensen under en telefonsamtale med at "smadre hans knæskaller", hvis han ikke foregav at være skadet ved Vild med Dans-finalen. Mads Holger mente, at René Christensen "ikke havde opført sig, som han burde" over for Paula Larrain, efter danseparret blev stemt ud af konkurrencen den 28. september 2007. Mads Holger nægtede dog at have truet René Christensen. Station Bellahøj, som poltianmeldelsen blev indgivet til, valgte efterfølgende at henlægge sagen.
I 2008 udgav han romanen Alle går rundt og forelsker sig, som fik en dårlig modtagelse. Jyllands-Postens anmelder gav 2 stjerner, og Politikens anmelder kaldte den "en komplet fiasko". Leonora Christina Skov fra Weekendavisen kaldte Holger for "Danmarks ubetinget ringeste forfatter"..
I 2009 stiftede han Klub JET, som var et natklubkoncept, hvor 150 udvalgte gæster betalte for at rejse med Mads Holger til udvalgte natklubber og luksushoteller i forskellige af verdens storbyer. Festerne foregik ombord på et privatchartret fly. Premieren på disse arrangementer fandt sted den 18. april 2009 i Stockholms operahus. Senere samme år afholdtes et lignende arrangement på en privat ø i Bosporus-strædet. I 2010 fulgte et meget omtalt arrangement i Beirut, mens 2011 bød på et arrangement i Moskva og slutteligt samme år i Marrakech. De pågældende events skabte stor opmærksomhed i dansk presse  og har bl.a. været omtalt i Politiken, Berlingske og Jyllandsposten, m.m.
I 2011 tiltrådte Mads Holger som radiovært på Radio24syv, hvor han siden da ugentlig har beværtet programmet Skriftestolen om tro, kristendom og eksistens. Derudover har han også lavet programserierne Du må kalde mig Mads Holger og Mads Holger i Herning på samme radiokanal.
Ved siden af sine faste skriverier har han gennem en årrække forfattet et større antal kronikker og andre debatindlæg i bl.a. Politiken, Information og Berlingske.
I september 2012 udgav han sin anden roman i eget navn: Bladguld. Bogen fik 2 stjerner i Jyllands-Posten, der desuden fandt Holger totalt blottet for selvironi, og 3 stjerner i Ekstra Bladet, der kaldte sproget noget af en prøvelse at læse.
Ved folketingsvalget 2015 stillede Mads Holger op for Det Konservative Folkeparti og fik 977 personlige stemmer. Dagen efter valget indstillede Det Konservative Folkepartis forretningsudvalg, at Mads Holger blev ekskluderet fra partiet på grund af partiskadelig virksomhed. Mads Holger havde tre dage før valget i et interview med Politiken omtalt partiet som en "døende patient der i sin febervildelse slår ud efter lægen". Inden Hovedbestyrelsen kunne tage stilling til eksklussionsspørgsmålet, udmeldte Mads Holger sig af partiet.

## Død
Den 5. juli 2016 oplyste Politiken, at Mads Holger var død. Mads Holgers familie havde fortalt avisen, at de dagen forinden, 4. juli 2016, fandt Mads Holger død i deres sommerhus i Grasten på Thurø, hvor han havde begået selvmord.
Mads Holger blev bisat fra Garnisons Kirke i København den 12. juli 2016, i samme kirke som han blev gift med Paula Larrain, og som hans mormor blev bisat fra i 2015.